# ۴۳۶ (پیش از میلاد)
۴۳۶ (پیش از میلاد) ۴۳۶مین سال قبل از تقویم میلادی است.